# Nowotwory tarczycy

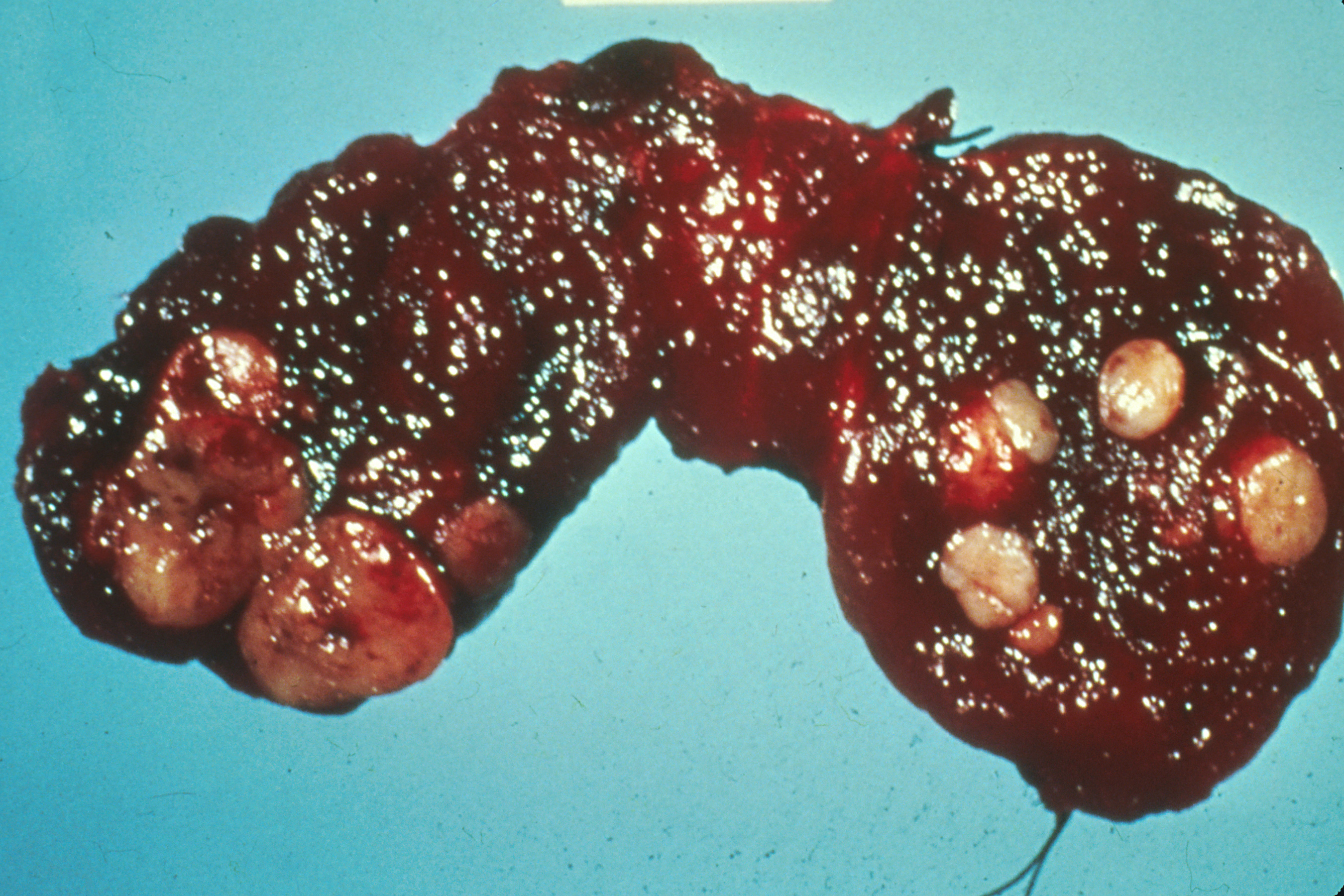
Ogniska raka w wyciętym gruczole tarczowym

Nowotwory tarczycy – grupa nowotworów wywodzących się z komórek gruczołu tarczowego. Zdecydowana większość (około 90%) nowotworów tarczycy to zmiany łagodne, gruczolaki. Raki tarczycy są nowotworami rzadkimi. Wyróżnia się cztery główne typy raków gruczołu tarczowego: brodawkowaty, pęcherzykowy, rdzeniasty i anaplastyczny. Raki pęcherzykowy i brodawkowy są najczęstszymi rakami tarczycy: rosną wolno, mają tendencję do nawrotów, lepiej rokują u pacjentów poniżej 45. roku życia. Rak rdzeniasty ma dobre rokowanie jeśli ogranicza się do gruczołu tarczowego, a jeśli pojawią się przerzuty poza gruczołem tarczowym, to rokowanie jest gorsze. Rak anaplastyczny jest szybko rosnącym nowotworem, źle reagującym na leczenie.
W diagnostyce gruczołu tarczowego stosuje się biopsję aspiracyjną cienkoigłową pod kontrolą badania ultrasonograficznego (USG/BAC) lub częściej wycięcie tarczycy (chirurgiczne usunięcie i następnie badanie histolopatologiczne). Jeśli rak tarczycy wychwytuje jod to w jego leczeniu stosuje się radioaktywny jod, a następnie podaje się tyroksynę, która hamuje wydzielanie TSH.

## Patogeneza
Przyczyną nowotworów tarczycy mogą być:
- Niektóre przebyte choroby tarczycy;
- Czynniki genetyczne;
- Promieniowanie jonizujące – dotyczy zwłaszcza osób do 20. rż. Przykładowo, naświetlane dzieci są obarczone dużym ryzykiem zachorowania na raka tarczycy. Także u osób narażonych na promieniowanie podczas katastrofy w Czarnobylu stwierdzono wzrost zachorowań, jednak wartości są różne w zależności od źródła[3].

## Klasyfikacja
Nowotwory tarczycy mogą być podzielone ze względu na ich obraz histopatologiczny. Wyróżnia się następujące typy nowotworów (częstość występowania różnych podtypów może być różna w zależności od regionu):
- Rak brodawkowaty tarczycy
- Rak pęcherzykowy tarczycy
- Rak rdzeniasty tarczycy (do 8%)[5]
- Rak anaplastyczny tarczycy
- Inne
  - Chłoniaki
  - Rak płaskonabłonkowy
  - Mięsak.

Raki pęcherzykowy i brodawkowaty są wspólnie określane jako "raki dobrze zróżnicowane". Te postacie mają korzystniejsze rokowanie niż rak rdzeniasty czy raki niskozróżnicowane.

## Objawy
Często pierwszym objawem nowotworu tarczycy jest guzek wyczuwalny na szyi w miejscu rzutu gruczołu tarczycowego, jednakże wiele dorosłych osób posiada małe guzki w gruczole tarczowym, z których poniżej 5% jest diagnozowanych jako złośliwe. Innym objawem mogącym prowadzić do rozpoznania choroby jest powiększenie okolicznych węzłów chłonnych. Późniejszymi objawami, które mogą się pojawić, to ból w przedniej części szyi oraz zmiana głosu.
Rak tarczycy występuje najczęściej u pacjentów z eutyreozą, ale niedoczynność tarczycy też może być objawem dużego lub dobrze zróżnicowanego guza przerzutowego. Guzki w gruczole tarczowym wykryte u dzieci i osób poniżej 20. roku życia z większym prawdopodobieństwem stanowią zmiany złośliwe, ponieważ w tej grupie wiekowej zmiany łagodne występują rzadziej.

## Rozpoznanie
Po wykryciu guzka w badaniu fizykalnym, najlepiej skierować pacjenta na badania endokrynologiczne. Badanie ultrasonograficzne jest powszechnie stosowane do potwierdzenia zmian guzkowych oraz ustalenia położenia gruczołu. Określenie poziomu hormonu tyreotropowego oraz poziomu przeciwciał przeciwtarczycowych jest pomocne w stwierdzeniu czy dana zmiana w gruczole jest chorobą czynnościową, np. chorobą Hashimoto, w której przebiegu rozwija się łagodne wole guzkowe tarczycy.

### Biopsja cienkoigłowa

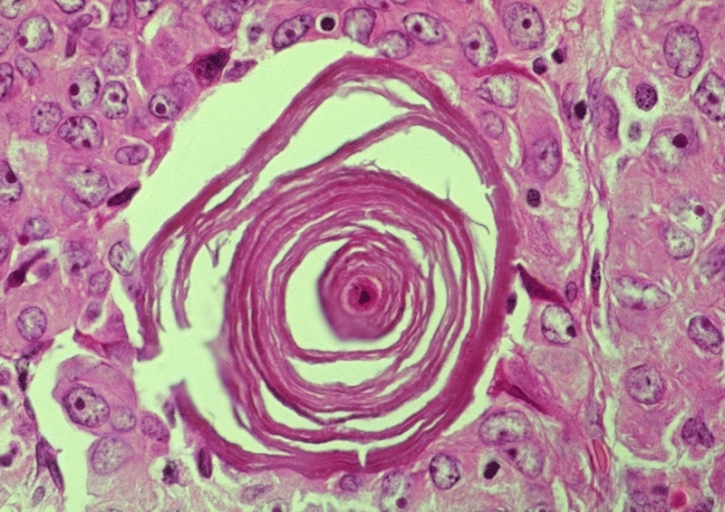
Obraz ciałka piaszczakowatego (psammomatycznego) w preparacie raka brodawkowatego tarczycy, barwienie H-E

Jedną z opcji do ustalenia złośliwości guza gruczołu tarczowego jest biopsja cienkoigłowa (BAC), która jest uważana za najskuteczniejszą, czułą i dokładną metodę. Ocenia się, że rutynowe stosowanie biopsji cienkoigłowej zwiększyło rozpoznawalność przedoperacyjną raka tarczycy z 14% do 50%. BAC pod kontrolą badania ultrasonograficznego dostarcza wystarczającej liczby komórek do ustalenia ryzyka złośliwości guzka, ale w niektórych przypadkach podejrzany guzek może wymagać usunięcia metodami chirurgicznymi, a następnie poddania badaniu histopatologicznemu. Rzadko wykonuje się biopsję gruboigłową, w której pobierany jest fragment guzka wraz z jego torebką.

### Badanie krwi
Badanie krwi oraz badania obrazowe często są wykonywane zamiast biopsji. Ustalenie, czy guzek gruczołu tarczowego jest czynny hormonalnie (co jest mniej prawdopodobne, że jest nowotworem) lub występuje niedoczynność gruczołu tarczowego jest dokonywane poprzez pomiar poziomu hormonu tyreotropowego (TSH) oraz hormonów tarczycy: tyroksyny (T4) i trójjodotyroniny (T3).
Badanie surowicy krwi w kierunku autoprzeciwciał wykonuje się w celu wykluczenia w rozpoznaniu różnicowym autoimmunologicznych chorób tarczycy (które mogą naśladować przerost guzkowy tarczycy).

### Badania obrazowe
Do badań krwi można dołączyć badanie ultrasonograficzne gruczołu tarczowego, aby określić położenie, wymiary i jego strukturę i ustalić czy guzek może być torbielą (wypełniony płynem). Podejrzanymi zmianami w guzku tarczycy są hipoechogeniczne, nieregularne brzegi, mikrozwapnienia lub duże przepływy krwi wewnątrz guzka. Do mniej podejrzanych przypadkowo znalezionych struktur w łagodnych guzkach należą: zmiany hiperechogeniczne, artefakty z koloidu w kształcie ogona komety, bez przepływu krwi w guzku oraz z przejaśnieniem na obwodzie (halo) lub równą granicą.
Niektórzy klinicyści wykonują badanie obrazowania gruczołu tarczowego z użyciem technetu (Tc) lub radioaktywnego jodu (I). Ujawnienie w badaniu przy użyciu jodu 123I gorących guzków wraz z obniżonym poziomem TSH przemawia za niezłośliwym charakterem guzka.

## Klasyfikacja ICD10
| kod ICD10     | nazwa choroby                                           |
| ------------- | ------------------------------------------------------- |
| ICD-10: C73   | Nowotwór złośliwy tarczycy                              |
| ICD-10: D34   | Nowotwór niezłośliwy tarczycy                           |
| ICD-10: D44.0 | Nowotwór tarczycy o niepewnym lub nieznanym charakterze |
| ICD-10: D09.3 | Rak in situ tarczycy                                    |